# Yonatan Dayan
Yonatan Dayan (geboren am 6. Januar 2000 in Rechovot) ist ein aus Israel stammender Handballspieler. Er wird auf der Position Rückraum Mitte eingesetzt.

## Vereinskarriere
Er begann mit dem Handball in der Akademie des Erstliga-Klubs Maccabi Rehovot. Im Alter von 17 Jahren kam er nach Deutschland, nachdem er bei einem Trainingslager der israelischen Nationalmannschaft in Gummersbach entdeckt worden war. Er stand dort beim VfL Gummersbach unter Vertrag, zunächst in der A-Jugend-Bundesliga und der U23-Auswahl, die in der 3. Liga spielte. Ab 2018 spielte der 1,88 Meter große Yonatan Dayan dann mit einem Profi-Vertrag in der ersten Herren-Mannschaft, mit der er auch in der Bundesliga spielte. Sein erstes Bundesligaspiel bestritt er mit dem VfL Gummersbach beim THW Kiel. 2020 wechselte er aus Gummersbach nach Rimpar zur in der 2. Bundesliga spielenden DJK Rimpar. Im Sommer 2022 schloss er sich dem Bundesligaaufsteiger ASV Hamm-Westfalen an. 2023 trat er mit dem ASV Hamm-Westfalen den Gang in die Zweitklassigkeit an. Zur Saison 2025/26 wechselte er zum Zweitligisten HBW Balingen-Weilstetten.

## Nationalmannschaft
Yonatan Dayan gewann mit der Auswahl Israels die B-Europameisterschaft der U19-Junioren. Er stand seit 2018 im Kader der israelischen Nationalmannschaft.